# 黑色大理花懸案
黑色大丽花案（英文：The Black Dahlia）是20世纪40年代美國洛杉磯的一桩极度惊悚血腥的离奇命案，被称为是二战之后美国加州历史上最骇人听闻的夺命惨案，此案件至今尚未破案因而成為懸案。
伊麗莎白·萧特（Elizabeth Short，1924年7月29日-1947年1月15日）是波士顿人，早年生活在马萨诸塞州梅德福市和佛罗里达州，然后移居其父亲居住的加利福尼亚州。人们普遍认为她是一位有抱负的女演员，尽管她在洛杉矶期间没有从事任何知名的演艺工作。她死后获得了“黑色大丽花”的绰号，因为那个时期的报纸经常给特别阴惨的犯罪行为冠以绰号。据说该绰号是由加州长滩一家药店的老板告知记者，曾光顾其药店的一位男性顾客用“黑色大丽花”称呼此案。这个称呼可能源于1946年4月上映的由维若妮卡·蕾克与艾伦·拉德（Alan Walbridge Ladd）主演的关于谋杀悬案的黑色电影《蓝色大丽花》。1947年1月15日发现尸体后，洛杉矶警察局开始了广泛调查，嫌疑犯多达150名，但最终没有确认并逮捕任何一位疑犯。
斬殺手法惨絕人寰，死者遭活体腰斩断为两截，并且所有器官和浑身血液均被掏空流尽，面部毁容成小丑式笑容，其黑发呈放射状向四周扩散，看起来像黑色的大理花，因此得名“黑色大理花”。
这一至今未决的悬案及其相关细节引起了公众持久的兴趣，引发了各种推论和猜测。众多书籍和电影以伊麗莎白的生涯和遇害为基础而创作，她的谋杀经常被认为是美国历史上最著名的未决谋杀案之一，也是洛杉矶县最古老的未决案件之一。历史学家也将其视为第二次世界大战后美国引起全国关注的首批重大罪行之一。

## 人物生平

### 背景
伊丽莎白·萧特于1924年7月29日出生于马萨诸塞州波士顿的海德公园区，是Cleo Short与Phoebe May Short（旧姓Sawyer）的五个女儿中的第三女。萧特一家大约在1927年搬到缅因州的波特兰，然后于同年定居在马萨诸塞州的梅德福（波士顿郊区）。这是她长大和度过她一生大部分时间的地方。伊丽莎白的父亲曾建造过小型高尔夫球场，但1929年股市崩盘时他失去了大部分积蓄，萧特一家因此破产。1930年，她父亲的汽车被发现遗弃在查尔斯敦桥上，外界推测他跳入查尔斯河自杀了。伊丽莎白的母亲相信丈夫已死，就带着五个女儿搬到了梅德福的一间小公寓里，并担任簿记员来养活他们。
由于患有支气管炎和严重的哮喘，伊丽莎白在15岁时接受了肺部手术，此后医生建议她在冬季几个月里转移到较温和的气候中，以防止进一步的呼吸道疾病。于是她的母亲让她与家人朋友一起在佛罗里达州迈阿密度过冬天。在接下来的三年中，伊丽莎白在冬季期间住在佛罗里达州，余下时间与母亲和姐妹一起在梅德福度过。在二年级的时候，伊丽莎白退出了梅德福中学。

### 移居加州后

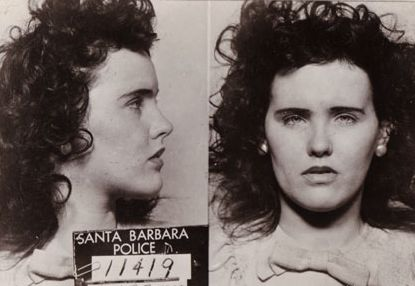
伊丽莎白·萧特于1943年因未成年饮酒而被捕的照片

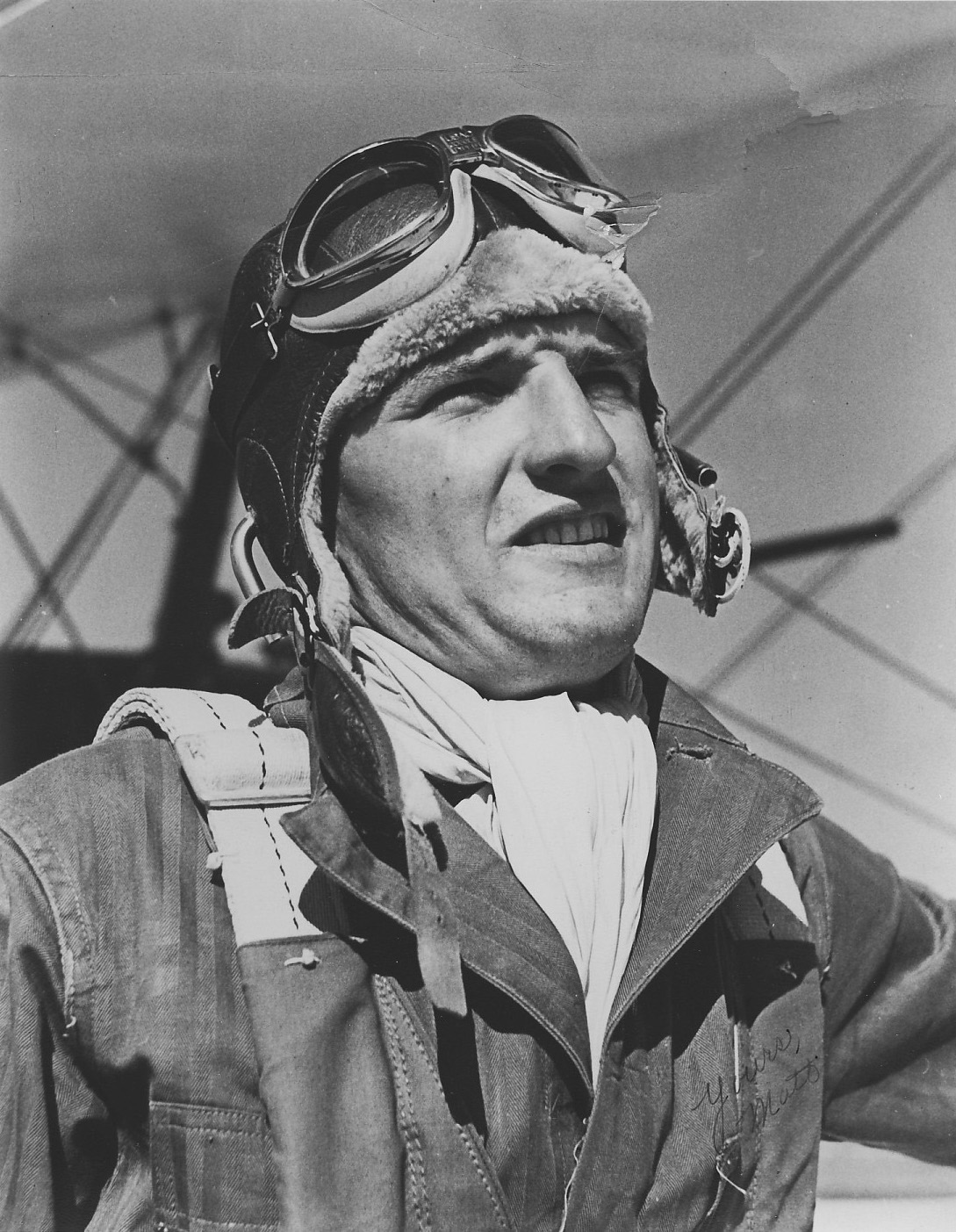
马修·迈克尔·戈登少校

1942年下半年，伊丽莎白的母亲收到了她已故的丈夫的道歉信，信中透露他实际上还活着，并在加利福尼亚开始了新生活。伊丽莎白于12月18岁时搬到瓦列霍与她自从6岁之后就没见过面的父亲住在一起。当时，他在附近的旧金山湾马雷岛海军造船厂工作。伊丽莎白和她父亲之间的不和导致她于1943年1月迁居。此后不久，她在隆波克附近的库克营地（现为范登堡空军基地）的基地贩卖部工作，与几个朋友住在一起，并短暂地与据称虐待她的陆军航空军中士住在一起。在1943年中，她短暂离开了隆波克，并搬到了圣芭芭拉，她于1943年9月23日在当地一家酒吧因未成年饮酒而被捕。少年当局将她送回梅德福，但她却返回佛罗里达，仅偶尔造访马萨诸塞州。
在佛罗里达州期间，萧特遇到了第二空军突击队的一名陆军航空军军官马修·迈克尔·戈登（Matthew Michael Gordon）少校。他当时正在接受训练，以部署到第二次世界大战的中缅印战区。萧特告诉朋友，戈登在印度因飞机失事而受伤，康复后向她写信求婚。她接受了他的求婚，但戈登于1945年8月10日在第二次坠机事故中丧生，此时距离日本投降结束战争不到一周。
伊丽莎白于1946年7月搬到洛杉矶，去拜访了她于佛罗里达州认识的陆军空军中尉约瑟夫·戈登·菲克林（Joseph Gordon Fickling）。菲克林曾驻扎在长滩海军储备空军基地。伊丽莎白一生的最后六个月在加利福尼亚南部度过，其中大部分时间在洛杉矶地区；在去世前不久，她一直在当服务生，并在好莱坞大道的佛罗伦萨花园夜总会后面租了一个房间。当时伊丽莎白已被描述为有抱负或“将要”成为女演员。根据某些消息来源，尽管她没有已知的演艺工作，但她确实渴望成为电影明星。

## 案件

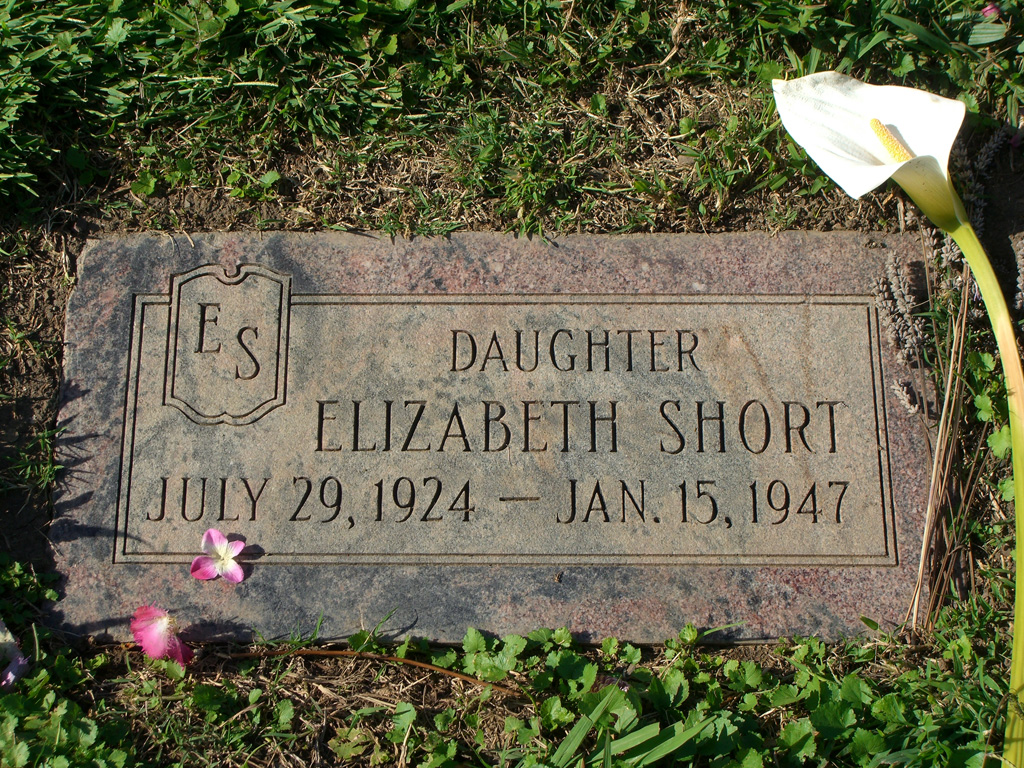
伊麗莎白之墓

1947年1月14日清晨，受害人伊麗莎白·蕭特（Elizabeth Short）被發現陳屍於路旁，死者生前慘遭凌虐與疯狂毒打，整個嘴唇被割裂到耳邊，形成惊悚的小丑式笑容；屍體被攔腰斩断为两半；器官都遭取出，尤其是下身；尸体经清洗至几乎无血迹，且体内血液徹底流乾。

## 嫌疑犯
肖特谋杀案引发了大量的供词，其中许多被认为是虚假的。在初步调查期间，警方共收到 60 份供词，大多数是男性提供的。

### 诺曼·钱德勒
唐纳德·沃尔夫 2005 年出版的《The Black Dahlia Files: The Mob, the Mogul, and the Murder That Transfixed Los Angeles》一书中，将 1945 年至 1960 年担任洛杉矶时报出版商的诺曼·钱德勒(Norman Chandler)列为谋杀案嫌疑人。

### 乔治·霍代尔
乔治·霍代尔是一名美国医生，也是谋杀伊丽莎白·肖特的嫌疑人之一，但从未被正式指控。他有做外科医生的经历。他曾多次移居海外生活，主要是在 1950 年至 1990 年间在菲律宾生活。乔治·霍代尔的警察兒子史蒂夫·霍代尔相信他的父亲是此案真凶，他發現其父藏有一些伊麗莎白的照片，顯示兩人曾有過來往。美國作家詹姆士·艾洛伊（James Ellroy）也认同史蒂夫·霍代尔的说法。他曾據此案寫了一部驚悚小說，是《洛杉磯四部曲》中的第一部。

## 文化影響
1975年電視電影《誰是黑色大理花？》（Who Is the Black Dahlia?），露西·阿納兹飾演伊麗莎白·蕭特。本案也啟發了許多創作作品，包括約翰·古格里·鄧尼的1977年小說，其後改編成電影《叛我心鎖》，主演是羅拔·迪尼路和羅拔·杜華。
詹姆斯·艾尔罗伊的1987年小說《黑色大理花》將本案小說化，2006年白賴仁·龐馬的電影《艷屍案中案》根劇艾洛伊的小說改編，電影具有小量與本案關聯的事實。
電玩遊戲《黑色洛城》中玩家可以在其中一個兇殺科任務中逮捕黑色大理花兇手。
知名電玩遊戲《俠盜獵車手V》中的非主線任務，收集50張信件碎片後可找出殺人兇手的位置，接著便可觸發任務並處決或放過兇手(但由任務的金牌條件是殺掉兇手可推知，預設劇情是將兇手處決)。在遊戲的手機上網查詢《who killed leonora johnson》，裡頭內容指女演員遭殺害並分屍，跟本案相似，很明顯影射本案。

## 延伸阅读
- Goldman, Dan. Siegel, Kate, 1982- Werner, Roy. Penn, Laura. Dominque, Michelle. Brooks, Austin. Lenorachu, Herbert, Daren. Spangler, Thomas. Garner, Thoms. Palmeri, Sergo. Meenakumari, Genevasomers. Shane, Harvey., , Highland Entertainment, 2006  [2020-10-03], OCLC 83258721
- Fowler, Will. . Malibu, Calif. : Roundtable Pub. 1991. ISBN 978-0-915677-61-0.
- Pacios, Mary. . Bloomington, Ind.: 1st Books Library. 2000. ISBN 1-58500-484-7. OCLC 44170041.
- Richardson, James Hugh. . New York, Putnam. 1954.
- Smith, Jack, 1916-1996. . New York: Pinnacle Books. 1981. ISBN 0-523-41493-5. OCLC 8024443.
- Underwood, Agness, 1902-1984. . Harper. [1949]. OCLC 591113781.
- Wagner, Rob Leicester, 1954-. . Upland, Calif.: Dragonflyer Press. 2000. ISBN 0-944933-80-7. OCLC 44654778.
- Webb, Jack, 1920-1982. . London: Arrow. 2006. ISBN 978-0-09-949973-2. OCLC 70401387.
- Wolfe, Donald H. (Donald Hartwig). . New York : ReganBooks. 2005. ISBN 978-0-06-058249-4.